# Клівленд Браунс Стедіум
Клівленд Браунс Стедіум (англ. Cleveland Browns Stadium), з 2013 по 2023 роки відомий як Ферст Енерджі Стедіум (англ. FirstEnergy Stadium) — багатофункціональний стадіон, розташований у місті Клівленд, штат Огайо у США. Стадіон відкрито 1999 року.
Він приймає домашні матчі команди «Клівленд Браунс», яка виступає в Національній футбольній лізі. Арена, окрім проведення матчів національної футбольної ліги, також приймає турніри університетських та шкільних команд, концерти та інші змагання й урочисті події. Площа території, яку займає стадіон, становить близько 31 акра (13 гектарів). Загальна місткість стадіону становить 73200 місць, що робить його 10-м за розмірами в НФЛ.